# Тибу (село)
Тибу (яп. 知夫村 Тибу-мура) — село в Японии, находящееся в уезде Оки префектуры Симане. Площадь села составляет 13,70 км², население — 599 человек (1 августа 2014), плотность населения — 43,72 чел./км².

## Географическое положение
Село расположено на острове Тибури в префектуре Симане региона Тюгоку. С ним граничит посёлок Окиносима.

## Население
Население села составляет 599 человек (1 августа 2014), а плотность — 43,72 чел./км². Изменение численности населения с 1980 по 2005 годы:
| 1980 | 1068 чел. |  |
| 1985 | 941 чел.  |  |
| 1990 | 855 чел.  |  |
| 1995 | 802 чел.  |  |
| 2000 | 718 чел.  |  |
| 2005 | 725 чел.  |  |